# Xinmi
Xinmi (新密市S, XīnmìP) è una città-contea della Cina, situata nella provincia di Henan e amministrata dalla prefettura di Zhengzhou.